# Brothers (2009)
Brothers - Zwei Brüder. Eine Liebe. ist ein US-amerikanisches Filmdrama von Jim Sheridan aus dem Jahr 2009 mit Natalie Portman, Tobey Maguire und Jake Gyllenhaal in den Hauptrollen.

## Handlung
Sam Cahill ist Soldat bei den Marines und bereitet sich gerade auf seinen Einsatz in Afghanistan vor. Bevor er dorthin verlegt wird, holt er noch seinen kleinen Bruder Tommy vom Gefängnis ab, der dort einsaß und gerade entlassen wurde. Mit einem gemeinsamen Abendessen wird Sam Cahill von seiner Familie verabschiedet.
In Afghanistan wird der Hubschrauber mit Sam Cahill abgeschossen. Grace, Sams Ehefrau, wird die Nachricht vom vermeintlichen Tod ihres Mannes überbracht, woraufhin sie ihren Lebensmut verliert. Nach der Trauerfeier für Sam kommt es zum Streit zwischen Tommy und seinem Vater, weil dieser seinen Sohn für einen Verlierer hält, dem noch nie etwas gelungen sei.
Tommy beginnt, nach einigen Tiefpunkten, sich um seine Schwägerin Grace und deren Kinder zu kümmern. Er richtet die Küche der Familie her und verbringt Zeit mit Grace und den Kindern. Die junge Frau schöpft langsam wieder Lebensmut und beginnt, den Verlust ihres Mannes zu verarbeiten. Eines Abends kommen sich Grace und Tommy näher und küssen sich, schämen sich jedoch sofort dafür.
Sam Cahill ist bei dem Absturz jedoch nicht ums Leben gekommen, sondern wurde zusammen mit einem Kameraden von den Taliban gefangen genommen und in einem Erdloch eingesperrt. Die Männer werden gefoltert; Sam wird von den Taliban gezwungen, seinen Kameraden zu töten.
Mehrere Wochen nach dem Hubschrauberabsturz wird das Taliban-Lager, in dem Sam gefangen gehalten wird, von US-Soldaten zerstört und Sam befreit. Er kehrt zu seiner Familie zurück, will und kann jedoch nicht über das Erlebte reden. Er hat Probleme, sich im Alltag wieder zurechtzufinden, und bezichtigt Grace, mit seinem Bruder geschlafen zu haben, was sie jedoch stets verneint. Nach einem Wutausbruch, bei dem er die Küche verwüstet, zieht er eine Waffe und bedroht damit seinen Bruder. Die herbeigerufenen Polizisten versuchen, Sam zu beruhigen – der ist jedoch weiterhin aufgebracht und schießt in die Luft. Schließlich richtet er die Waffe gegen seinen Kopf, drückt jedoch nicht ab, wird daraufhin von der Polizei festgenommen und kurz darauf in eine psychiatrische Anstalt eingewiesen. Bei einem Besuch droht Grace, ihn zu verlassen, wenn er nicht mit ihr über das in Afghanistan Erlebte spreche. Daraufhin erzählt er ihr, dass er seinen Kameraden getötet habe.

## Hintergrund
Der Film ist eine Neuverfilmung des dänischen Films Brødre von Susanne Bier und Anders Thomas Jensen aus dem Jahr 2004.

## Veröffentlichung
Der Film startete am 27. Januar 2011 in den deutschen Kinos. An den amerikanischen Kinokassen spielte er 28,5 Millionen US-Dollar ein und übertraf damit seine Produktionskosten nur knapp. Weltweit spielte der Film 43,3 Millionen US-Dollar ein.

## Kritik
Bei Metacritic erreicht der Film einen Metascore von 58 %. Von den bei Rotten Tomatoes gesammelten Filmkritiken fallen 64 % positiv aus.
Annette Brauerhoch war in Die Zeit eher kritisch: „Die Ängste und Traumata der Soldaten konnte man in The Hurt Locker sehen und erfahren, in Brothers werden sie behauptet und plakativ schematisiert.“ Der „Heimatfront-Film“ sehe als Grund für die Traumatisierung der Soldaten „ganz einseitig die Brutalität der Taliban“, während die amerikanische Außenpolitik nicht hinterfragt werde. Natalie Portman spiele ihre Rolle mit einer Verhaltenheit, die „jegliche erotische Spannung“ zwischen ihr und ihrem Filmpartner tilge. Der Film forciere „ein asexuelles Ideal der Gattin und Mutter“, die den Männern „standhaft treu bleiben“.

„‚Brothers‘ erweist sich als weder innovativ (schließlich ist er ein Remake) noch als Meilenstein in der Filmgeschichte, aber doch als überdurchschnittliches Familiendrama …“

„Doch auch wenn ‚Brothers‘ eigentlich alles richtig macht, um ein erstklassiges Remake zu sein, wirklich begeistert verlässt man das Kino dennoch nicht.“

„Über den Vergleich zwischen Original und Remake ergeben sich zwar anregende Beobachtungsperspektiven, diese reichen jedoch nicht aus, um die Existenz von Sheridans enttäuschendem Film zu rechtfertigen.“

„In Punkto Remake […] hält sich BROTHERS zwar an die Geschichte, gibt dem Gefühlten aber mehr Platz zur Entfaltung und erstickt es nicht ganz im engen Sozialdrama. Ob das besser ist oder nicht, muss jeder selbst entscheiden. Nötig war der Film wohl nicht, aber gut ist er trotzdem.“

„Denn das großartig aufspielende Trio – Jake Gyllenhaal, Natalie Portman und Tobey Maguire mit seiner wohl bisher besten schauspielerischen Leistung – verschaffen diesem intensiven und bisweilen schmerzhaften Drama eine außergewöhnliche Tiefe.“